# Eckington (Derbyshire)
Eckington est une ville dans le nord du Derbyshire, au Royaume-Uni. 

## Personnalités liées à la ville
- Paul West (1930-2015), écrivain, y est né.